# Penžina
La Penžina (in russo Пенжина?) è un fiume della Russia estremo-orientale che scorre nel Penžinskij rajon del Territorio della Kamčatka.

## Descrizione
Nasce dal versante meridionale dei Monti della Kolyma, dirigendosi verso est, bordeggiando a nord i monti Ičigemskij e forma successivamente un'ampia ansa prendendo direzione sud-occidentale; nel corso inferiore scorre tra l'altopiano Oklanskoe (a nord) e la catena dei monti della Penžina (a sud). Sfocia dopo 713 km di corso nel Golfo di Šelichov, all'estremità settentrionale dell'insenatura alla quale dà il nome (baia della Penžina, in russo Пенжинская губа, Penžinskaja Guba).
Fra gli affluenti, i maggiori sono Šajboveem, Kondyreva e  Oklan da destra, Ajanka, Čërnaja e Belaja da sinistra.
Il clima molto rigido delle zone attraversate dà ragione dei lunghissimi periodi di gelo (in media, da novembre a maggio-primi di giugno) e dell'estrema scarsità di centri abitati.